# مرزهای سیاره‌ای

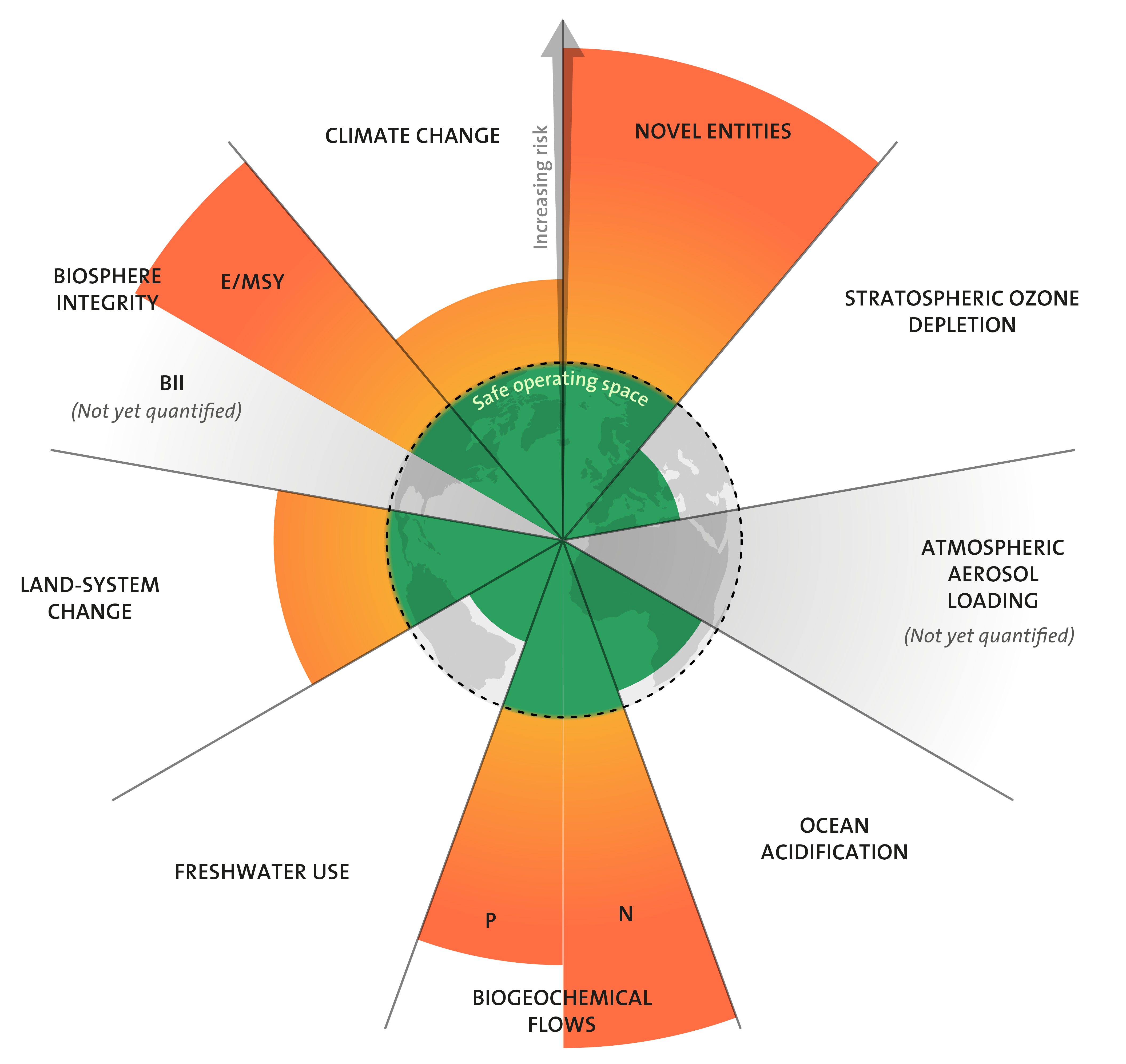
نمودار مرزهای سیاره‌ای؛ بخش‌های نارنجی نشان‌دهنده «بیش از اندازه» از مرزها، بخش‌های سبز نشان‌دهنده وضعیت «ایمن» در داخل مرزها است (داده‌های سال 2022).

مرزهای سیاره‌ای (به انگلیسی: Planetary boundaries) مفهومی است که آشفتگی‌های ناشی از انسان در سیستم‌های کره زمین را برجسته می‌کند و آنها را به گونه‌ای مرتبط می‌کند که با مرزهای محیطی جداکننده سه عصر در عصر هولوسن مطابقت نداشته باشد. عبور از یک مرز سیاره‌ای با خطر تغییرهای ناگهانی محیطی همراه است. این چارچوب مبتنی بر شواهد علمی است که نشان می‌دهد اقدامات انسانی، به ویژه اقدامات جوامع صنعتی از زمان انقلاب صنعتی، به محرک اصلی تغییرهای محیطی جهانی تبدیل شده‌است. بر پایهٔ این چارچوب، «تخطی از یک یا چند مرز سیاره‌ای ممکن است زبان‌بار یا حتی فاجعه‌بار باشد، زیرا خطر عبور از آستانه‌ها سبب ایجاد تغییرهای غیرخطی و ناگهانی محیطی در مقیاس قاره‌ای به سیستم‌های مقیاس سیاره می‌شود».